# Sint-Nicolaaskerk (Zalk)
De Sint-Nicolaaskerk is een kerk in het Nederlandse dorp Zalk. De kerktoren stamt al uit 1220 en is in romaanse stijl. In de toren hangt een 15e-eeuwse klok van een anonieme gieter. Het gotische schip werd rond 1400 gebouwd en bestaat grotendeels uit tufsteen afkomstig van de romaanse voorganger. De kerk werd gesticht door de heren van Buckhorst. Voor hen zijn de Buckhorst-banken vervaardigd. Verder stammen ook de preekstoel en de vicariën uit die tijd. Verder zijn er veel bezittingen van de Buckhorsters te bezichtigen in de kerk. Ook is er een grafkelder met de graven van de Buckhorsters.
Bij de reformatie in 1590 werd de kerk van vicariën gezuiverd. De bezittingen en de grafmonumenten werden gespaard. Tot 1838 werd de kerk onderhouden door de nazaten van de Buckhorsters.